# Алатанинский сельсовет
Алатанинский сельсовет — муниципальное образование в Стерлитамакском районе Башкортостана.
Административный центр — село Алатана.

## История
В 1965 году передан из Ишимбайского района в Стерлитамакский. Указ Президиума Верховного Совета Башкирской АССР от 29 апреля  1965 г. № 6-2/68 "О передаче Алатанинского с/с из Ишимбайского района в состав Стерлитамакского района и об утверждении председателя согласительной комиссии" гласил, согласно книге "История административно-территориального деления Республики Башкортостан (1708—2001). Сборник документов и материалов. Уфа: Китап, 2003. — 536 с. С.318": 

 
В целях улучшения обслуживания населения и руководства производственной деятельностью колх. «Зенит» Ишимбайского района Президиум Верховного Совета Башкирской АССР постановляет:
1.  Передать Алатанинский с/с из Ишимбайского района в состав Стерлитамакского района.

2.  Утвердить председателем согласительной комиссии по передаче и приему Алатанинского с/с из Ишимбайского района в состав Стерлитамакского района заместителя председателя исполкома Ишимбайского районного совета депутатов трудящихся тов. Каримова Н. Г.
Согласно Закону о границах, статусе и административных центрах муниципальных образований в Республике Башкортостан имеет статус сельского поселения.
В 2008 году в состав сельсовета вошёл Бельский сельсовет.
Закон Республики Башкортостан от 19.11.2008 № 49-з «Об изменениях в административно-территориальном устройстве Республики Башкортостан в связи с объединением отдельных сельсоветов и передачей населённых пунктов» гласил:

 "Внести следующие изменения в административно-территориальное устройство Республики Башкортостан:
40) по Стерлитамакскому району:

а) объединить Алатанинский и Бельский сельсоветы с сохранением наименования «Алатанинский» с административным центром в селе Алатана.

Включить село Бельское Бельского сельсовета в состав Алатанинского сельсовета.

Утвердить границы Алатанинского сельсовета согласно представленной схематической карте.

Исключить из учётных данных Бельский сельсовет;

## Население
| 2002  | 2009  | 2010  | 2012  | 2013  | 2014  | 2015  |
| ----- | ----- | ----- | ----- | ----- | ----- | ----- |
| 1953  | ↗2206 | ↘2089 | ↘2072 | ↘2027 | ↘1978 | ↘1913 |
| 2016  | 2017  | 2018  |       |       |       |       |
| ↘1873 | ↘1859 | ↗1877 |       |       |       |       |

## Состав сельского поселения
| № | Населённый пункт | Тип населённого пункта       | Население |
| - | ---------------- | ---------------------------- | --------- |
| 1 | Алатана          | село, административный центр | ↘137      |
| 2 | Бельское         | село                         | ↘1144     |
| 3 | Шиханы           | деревня                      | ↘321      |
| 4 | Юрактау          | деревня                      | ↘221      |
| 5 | Забельское       | село                         | ↘200      |
| 6 | Николаевка       | деревня                      | →66       |

## Известные уроженцы
- Мирзанов, Бахтияр Гумерович (10 ноября 1892 — 17 июля 1941) — башкирский и татарский советский поэт[17][18].